# Suflet salzburski

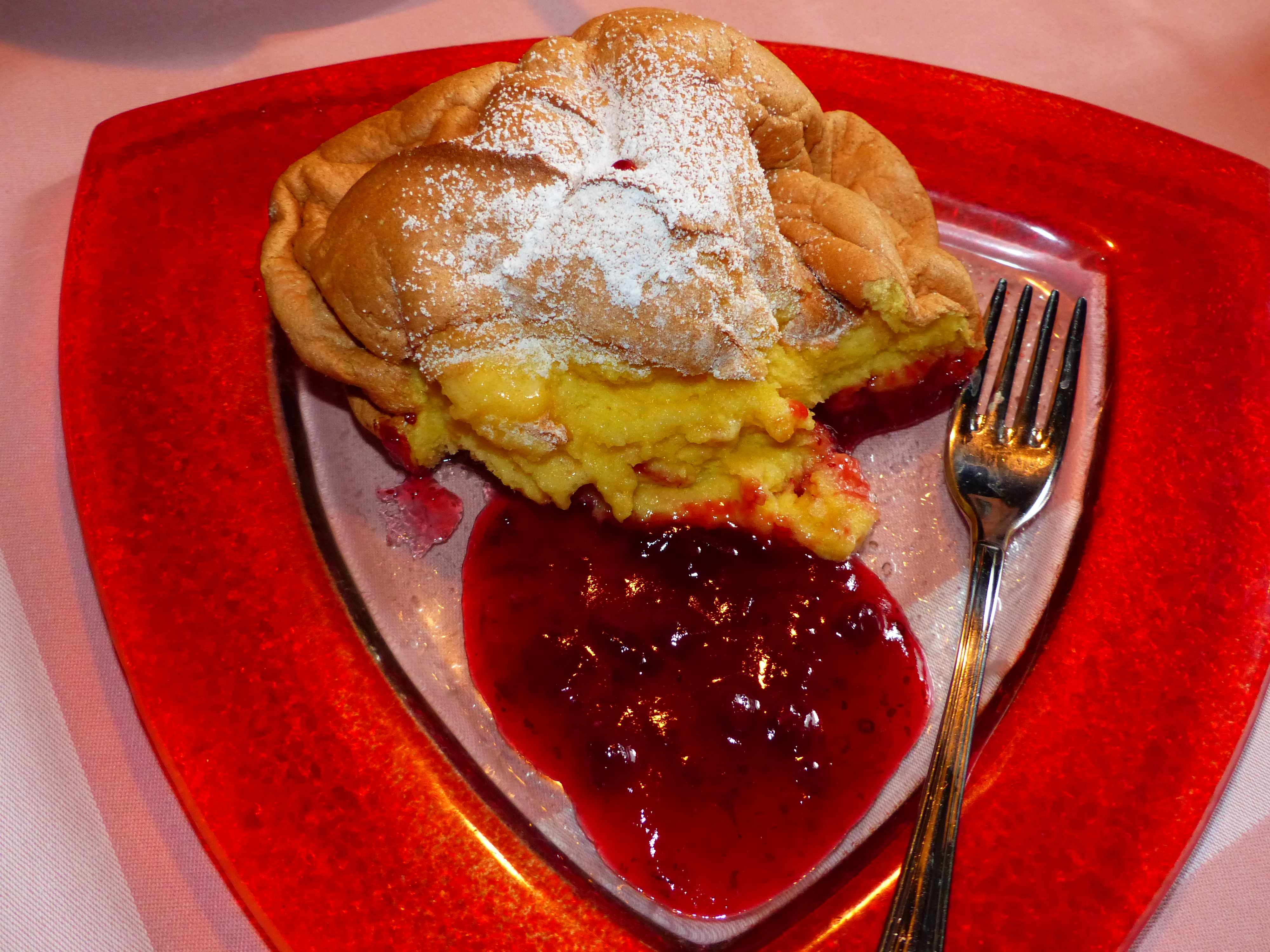
Deser po porcjowaniu, z sosem owocowym

Suflet salzburski (niem. Salzburger Nockerl) – austriacka odmiana sufletu znana z Salzburga.

## Historia
Historia przygotowywania deseru prawdopodobnie sięga czasów księcia-arcybiskupa salzburskiego Wolfa Dietricha von Raitenau (1559-1617), jednak nie ma jednoznacznych dokumentów potwierdzających czas i miejsce jego powstania. Legenda mówi o tym, że duchowny lubił być rozpieszczany, a danie przygotowała mu kochanka, Salomea Alt (1568-1633). Historia ta jest kwestionowana przez znawców sztuki kulinarnej, ponieważ piec potrzebny do produkcji deseru został wynaleziony dopiero na początku XIX wieku. Być może Salzburger Nockerl przyrządzano uprzednio na patelni, a nie w piekarniku (przepis zawędrować mógł do miasta ze wsi, wraz z przybywającymi kucharzami). Jedna z koncepcji mówi, że ciasto wywodzi się od cesarza Napoleona Bonaparte, ale jest ona mało prawdopodobna. Napoleon rzeczywiście przebywał w Salzburgu podczas swoich podbojów na początku XIX wieku, ale wątpliwe jest, aby w tym czasie opracowywał nowe receptury kuchenne. Wiedza o ubijaniu białek na sztywno była stopniowo wykorzystywana w kuchni dopiero po roku 1700.

## Charakterystyka
Deser przyrządzany jest z jaj, cukru i mąki. Ma charakterystyczny kształt, który ma przypominać ośnieżone szczyty alpejskie, które otaczają Salzburg. Tradycyjnie składa się z trzech części pieczonych na złoty kolor. Jest posypany dużą ilością cukru pudru (imitacja śniegu) i podawany na srebrnym talerzu lub półmisku. Uchodzi za bardzo sycący. Po wielodaniowym posiłku zazwyczaj dzieli się go na mniejsze porcje. Powinien być serwowany na świeżo, najlepiej z sosem malinowym lub żurawinowym.
W literaturze kulinarnej istnieje kilka wariantów deseru. „Neues Salzburgerisches Koch-Buch“ autorstwa Conrada Haggera, szefa kuchni księcia-arcybiskupa Ernesta Grafa von Thuna z 1719, przyczyniła się do znaczącego wzrostu popularności Salzburger Nockerl. W książce „Die Prato” z 1858 można znaleźć dość skomplikowany wariant dania. Jeden z najstarszych przepisów można znaleźć u Marie von Rokitansky z 1897. W swojej książce kucharskiej „Die Österreichische Küche” opisuje Salzburger Nocken jako „pierogi w kształcie piramidy, które piecze się na klarowanym maśle na patelni jak omlet, obracając dwukrotnie a następnie posypuje cukrem pudrem”. Przepis Anny Strobl z około 1900 uważany jest za „oryginalny” i pochodzi z Golling koło Salzburga.

## Kultura
Austriacki kompozytor Fred Raymond napisał o Salzburger Nockerl w swojej operetce „Sezon w Salzburgu” (1938). Określał suflet, jako „słodki jak miłość i czuły jak pocałunek… niebiańskie pozdrowienie…”.